# Timothy Peter Wiseman
Timothy Peter Wiseman, auch T. P. Wiseman (geboren 3. Februar 1940), ist ein britischer Althistoriker.

## Leben
Timothy Wiseman besuchte die Manchester Grammar School und studierte Literae humaniores (Klassische Altertumswissenschaft) am Balliol College der Oxford University. Er machte einen B.A. und wurde 1967 dort auch mit einer Dissertation über römische Senatoren promoviert. Wiseman heiratete 1962 Anne Wiseman, mit der zusammen er 1980 einen Übersetzungskommentar zu Caesars De bello gallico herausgab. Von 1963 bis 1976 war Wiseman Lecturer und dann Reader für Römische Geschichte an der University of Leicester. Im Jahr 1977 wurde Wiseman an die University of Exeter berufen und wurde 2001 emeritiert. Er war zweimal, 1988 und 2008, als Gastprofessor an die Princeton University eingeladen. Ihm zu Ehren wurde 2000 eine Konferenz unter dem Titel Myth, History, and Performance in Exeter abgehalten. Sein Buch The Myths of Rome erhielt den  „Goodwin Award of Merit“ der American Philological Association und wurde für den Buchpreis der British Academy nominiert.
Wiseman wurde 1986 zum Fellow der British Academy gewählt. Diese verlieh ihm 2022 die Kenyon Medal for Classical Studies.
Eine seiner Studentinnen in Exeter war J. K. Rowling.

## Schriften (Auswahl)
- Catullan Questions. Leicester: Leicester University Press, 1969
- New men in the Roman senate : 139 B. C. – A. D. 14. London: Oxford University Press, 1971
- Cinna the Poet and other Roman essays. Leicester: University Press, 1974
- Clio’s Cosmetics: Three Studies in Greco-Roman Literature. Leicester: Leicester University Press, 1979
- Caesar: The Battle for Gaul. Übersetzung T. P. Wiseman, Anne Wiseman. 1980
- Catullus and his world: a reappraisal. Cambridge: Cambridge University Press, 1985
- (Hrsg.): Roman political life: 90 B.C. – A.D. 69. Exeter: Exeter University Publ., 1985
- Roman studies: literary and historical. Liverpool: Cairns, 1987
- A Short History of the British School at Rome. 1990
- (Hrsg. mit Christopher Gill): Lies and Fiction in the Ancient World. Liverpool University Press, Liverpool 1993
- Historiography and Imagination: Eight Essays on Roman Culture. Exeter: University of Exeter Press, 1994
- Remus: A Roman Myth. Cambridge: Cambridge University Press, 1995
- Roman Drama and Roman History. Exeter: University of Exeter Press, 1998
- The Myths of Rome, Exeter: University of Exeter Press, 2004
- (Hrsg.): Classics in progress: essays on ancient Greece and Rome. Oxford: Oxford University Press, 2006
- Unwritten Rome. Exeter: Univ. of Exeter Press, 2008
- Remembering the Roman people: essays on late-Republican politics and literature. Oxford : Oxford University Press, 2009
- The Death of Caligula. Liverpool: Liverpool University Press, 2013
- The Roman audience : classical literature as social history. Oxford: Oxford Univ. Press, 2015
- The house of Augustus. A historical detective story. Oxford: Princeton University Press, 2019